# Флоріс де Ено
Флоріс де Ено (фр. Floris de Hainaut; бл. 1255 — 23 січня 1297)— володар Ахейського князівства в 1289—1297 роках.

## Життєпис
Походив з династії де Авен. Молодший син Жана I, графа Ено, і Аделаїди, доньки Флоріса IV, графа Голландії і Зеландії. Народився близько 1255 року в Монсі. 1257 року помирає батько. 1258 року його мати, що стала регентшею Голландії і Зеландії призначила Флоріса штатгальтером Зеландії. 1269 року втратив цю посаду через рішення графа Флоріса V.
1284 року втратив матір. 1285 року був учасником великого лицарського турніру в Шовенсі, який уславив трувер Жак Бретель. У 1287 році вступив на службу до Карла II, короля Неаполю. Він відзначився у війні проти Арагонського королівства, що точилася за Сицилію, за що був призначений конетаблем Сицилії.
У 1289 році одружився з Ізабеллою де Віллардуен. Обидва отримали титули княгині і князя Ахейського. Невдовзі подружжя перебралася до Андравіду, де барони Ахейського князівства принесли омаж. Невдовзі почалася суперечка з Афінським герцогством, регент якого Гуго де Брієнн відмовився визнавати зверхність ахейського князя. Суперечка тягнулася до 1294 року, коли афінський герго Гі II де ла Рош став повнолітнім. Той приніс омаж Ізабеллі та Флорісу де Ено. Фактичну владу здійснював останній.
Водночас Флоріс де Ено стикнувся з новим наступом війзантійців (діяли в союзі з арагонцями), що вже відвоювали східний Пелопоннес. У 1290 році Флоріс уклав Гларенцький мирний договір з Візантійською імперією. Коли в 1293 році війська останньї захопили Каламату, Флоріс не став відбивати її, а відправив протест до імператора Андроніка II, який наказав повернути Каламату. У 1296 році візантійці захопили замок Святого Георгія в Аркадії. Флоренс взяв в облогу замок, але помер 1297 року.

## Родина
Дружина — Ізабелла де Віллардуен, княгиня Ахейська.
Діти:
- Матильда (1293—1331), дружина: 1) Гі II де ла Роша, герцога Афінського; 2) Людовик Бурґундський; 3) Жан де Гравіна, герцог Дураццо; 4) Гуго де ла Паліс